# Franz Bott

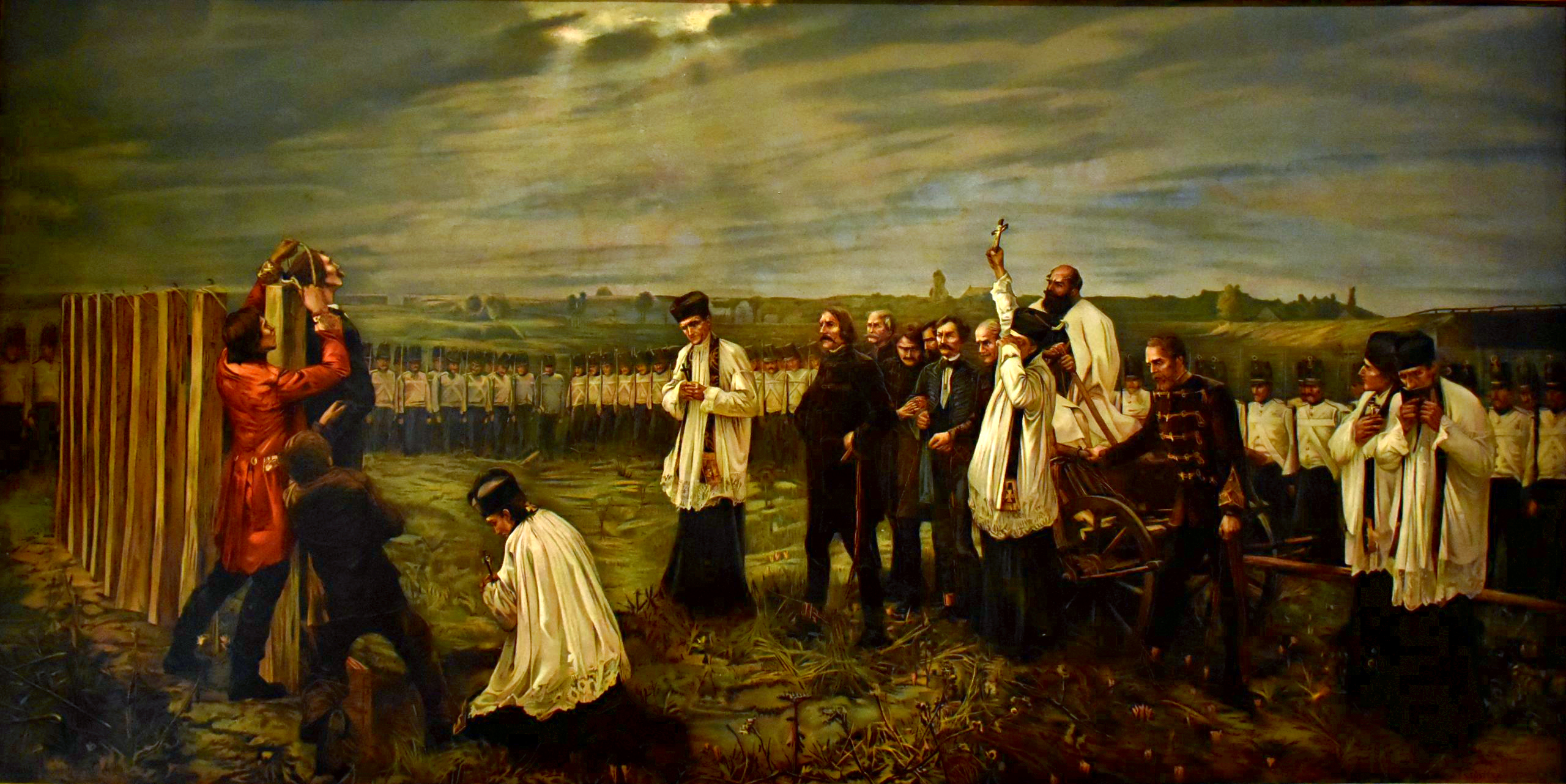
Thorma János: Aradi Vértanúk

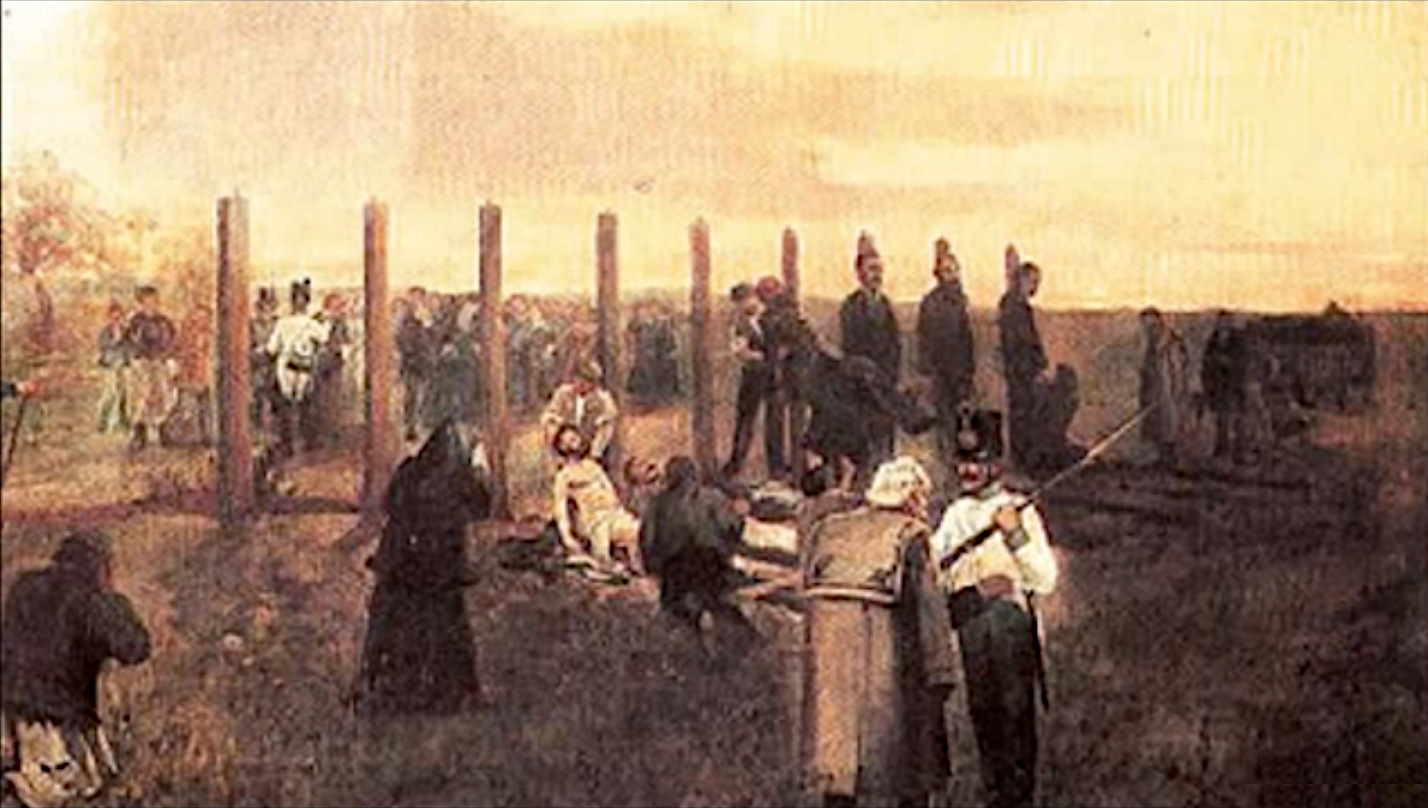
A vértanúk levétele a bitófákról (festmény)

Franz Bott (1813 Fünfhaus –1883 Brünn) brünni katonai hóhér az aradi vár hóhéra, aki az aradi vértanúk kivégzője volt 1849. október 6-án, az aradi vártól délre, a Maros árterén. Reggel 6 és 7 óra között ő akasztotta fel Poeltenberg Ernő lovag, Török Ignác, Lahner György, Knezić Károly, Nagysándor József, Leiningen-Westerburg Károly gróf, Aulich Lajos, Damjanich János és Vécsey Károly gróf honvéd tábornokokat. Őt illette meg a felakasztottak felsőruházata, a fehérnemű pedig a hóhérsegédeket. Bott később Damjanich vörös zsinóros fehér köpenyét használta, valahányszor téli időben kellett hóhér mesterségét gyakorolnia.
Térden fölül érő csizmája, kékes, frakkszerű egyenruhája volt a hóhérnak …a bitókat nem lehetett látni, mert mindegyik alacsonyabb volt a kivégzetteknél. A kivégzés módja ugyanis a szokásostól eltérően nem a rendes felakasztás volt, hanem az áldozatokat a földön állva hagyták, a pribékek a karjaikat fogták, s a végrehajtást elrendelő jelre lefelé húzták őket.
1849-ben Magyarországon a háborús idők miatt minden élelmiszer nagyon drága volt. Bott és a segédei a katonai illetményből nem tudtak megélni. A brünni hóhér attól tartott, hogy hosszas távolléte miatt elveszíti a városi hóhéri állását, ezért  szeptember végén felmondott az aradi várparancsnoknak. A felmondólevéllel kapcsolatban, miután, végigjárta az osztrák katonai bürokrácia előírt állomásait október 1-jén hozták meg a határozatot. A hóhér felmondását elfogadták, de kötelezték arra, hogy töltse le két hét felmondási idejét, és ez alatt az idő alatt végezze el a rá váró munkát. Október 6-án, a kötél általi halálra ítélt kilenc aradi vértanú felakasztásával ezt teljesítette.
Az akasztásokért kilenc nyugtatványt kapott, melyek ellenében felvehette a munkájáért járó tiszteletdíjat. Az egyik nyugta fönnmaradt

1849. október 6.
Johann Schükl cs. kir. hadbíró százados igazolása Franz Bott hóhérnak Damjanich János kivégzéséről.
Bizonyítvány
mellyel igazoljuk, hogy Franz Bott hóhér 1849. október 6-án a felségsértés büntette miatt halálra ítélt Damjanich Jánost Aradon kötél által kivégezte, és e foglalatosságnál a kellő ügyességet és jártasságot tanúsította.
Ezt sajátkezű aláírásunkkal hitelesítjük.
A cs. kir. katonai különleges vizsgálóbizottság részéről:
Schückl hadbíró százados, Josef Tichy őrnagy, a cs. kir. 25. sorgyalogezredben
Arad, 1849. október 6.

## Külső hivatkozások
- Katona Tamás: Batthyány és az aradi vértanúk temetése
- Traytler Lajos visszaemlékezése
- Bott Ferenc, a vértanúk hóhéra